# Polygala pallida
Polygala pallida är en jungfrulinsväxtart som beskrevs av Ernst Meyer. Polygala pallida ingår i släktet jungfrulinssläktet, och familjen jungfrulinsväxter. Inga underarter finns listade i Catalogue of Life.